# Gmina Sveti Jurij v Slovenskih goricah
Sveti Jurij v Slovenskih goricah – gmina w Słowenii. W 2010 roku liczyła 2124 mieszkańców.

## Miejscowości
Miejscowości wchodzące w skład gminy Sveti Jurij v Slovenskih goricah:
- Jurovski Dol – siedziba gminy,
- Malna,
- Spodnji Gasteraj,
- Srednji Gasteraj,
- Varda,
- Zgornje Partinje,
- Zgornji Gasteraj,
- Žitence.